# Pungur József
Pungur József (Dunabogdány, 1931. december 18. – Edmonton, 2021. május 9.[forrás?]) református és presbiteriánus lelkész, professzor, író, publicista, zeneszerző, orgonista.

## Élete
Református papi családban született. Apja, testvére, nagybátyja pap volt. Középiskoláit Nagykőrösön, a teológiát Budapesten végezte, ahol Ravasz László szemináriumába járt. Kántori diplomát 1962-ben nyert Debrecenben. Zeneszerzésben és orgonában Gádonyi Zoltán, Ottó Ferenc, Ákom Lajos és Lajtha László voltak mesterei. Segédlelkészként szolgált Budafokon, Kecskeméten, Budapesten Kálvin téren (1959-1962), ahol a kórus és zenekar vezetője Ákom Lajos művészeti vezetése mellett (1960-1967). Egyházi adminisztrációban szolgált az Ökumenikus Tanácsnál (1963-66), a Zsinati Iroda külügyi osztályán (1966-1976). Budapest Baross téri lelkész volt (1971-1976). Doktori disszertációját Edinburghben az Új Kollégiumban írta D. W. D. Shaw professzor vezetésével. Budapesten doktorált rendszeres teológiából 1976-83 között. Kenyai szolgálaton volt mint a St. Paul’s United Theological College professzora (1976-1982), ahol megszervezte a vallási és filozófiai tanszéket.
A World Council of Churches’ Theologial Education Fund Committee tagja (1971-1978). 1983-ban meghívásra családjával Kanadában telepedett le és Magyar Református Egyházközségek lelkésze volt Edmontonban (1983-1992, 2005-2017) és Calgaryban (1993-2001). Közben az Albertai Állami Egyetem adjunktus professzorává nevezték ki (1984-1993). Felesége Erzsébet, az egészségügyben majd a kereskedelemben dolgozott. Öt lányuk és tíz unokájuk van.

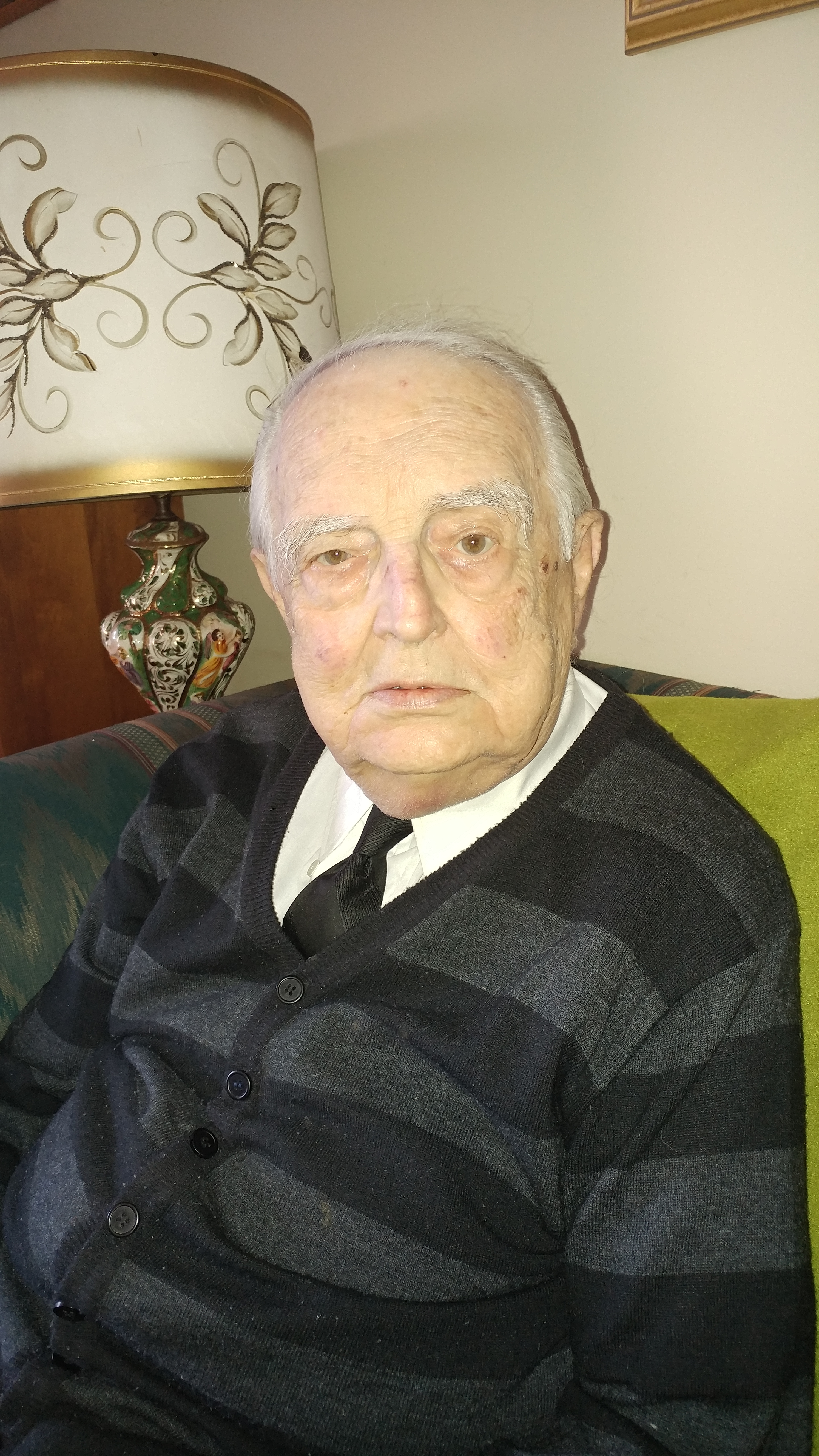
Nt Pungur József Edmontoni otthonában

## Irodalmi munkássága
1960-2015 között több mint 200 meditációja, karcolata publicisztikája jelent meg magyar nyomtatott és internetes lapokban: Reformátusok Lapjában (Budapest), Teológiai Szemlében (Budapest), Hívó Szóban (Calgary), Tátogatóban (Vancouver), Toborzóban (Edmonton), Korvin-Kálvin Híradóban (Edmonton), Honlevélben (Budapest), Erdély Mában (Csíkszereda), Kárpáti Harsonában (Rimaszombat), Nemzeti Hírhálóban (Budapest) stb.
Számos tanulmánya a Theológiai Szemlében jelent és jelenik meg. 1984-től tanulmányai jelentek meg az egyház és állam kapcsolat témakörében külföldön.
Disszertációját Az Egyház Jövő-képe és a Világ Jövője címmel írta (1976).
Igehirdetéseinek megjelent kötetei:
- Naptámadat (Emmaus Kiadó, Kecskemét, 1991)
- Megújulás (Emmaus Kiadó, Kecskemét, 1993)
- Megtartatás (Emmaus Kiadó, Kecskemét, 1994)
- Gyülmölcstermés (Emmaus Kiadó, Kecskemét, 1997)
- Ágendás és alkalmi beszédek (Emmaus Kiadó, Kecskemét, 2001)
- A nemzeti kisebbségek teológiája (Emmaus Kiadó, Kecskemét, 1999) angolul (1999, 2000)

Tanulmányai a Teológiai Szemlében, Budapesten és további helyeken:
- Az amerikai új radikális teológia (No.1-2, 30-35 old. 1967);
- Paul Tillich Teológiája (TSZ No. 3-4, 69kk. old., 1969);
- A Modern Isten-felfogás Vonásai (Leslie Dewart Isten-képe) (TSZ No.3-4-, 92-97 old. 1971);
- Reinhold Niebuhr Sociáletikája (TSZ No. 9-10, 225kk. old.1971);
- Az Észak-írországi kérdés és az Egyházak felelőssége (TSZ No. 7-8. 241-244 old. 1972);,
- Isten-probléma a modern teológiában (TSZ No. 11-12. 349-353 old.1973);
- A reménység teológiái (TSZ No. 7-8. 220-226 old. 1975);
- Az angolszász teológia irányzatai (No 1-2. 20-24 old. 1977);
- A felszabadulási teológia genezise (TSZ No.5-6. 153-159 old.);
- Teológiai megújhodásról (4, 2016). A Kenyai Egyházak Diakóniai Szolgálata (Kálvin Kalendárium, Budapest, 1981);
- Vallásos Nevelés Kenyában (Kálvin Kalendárium, Budapest, 1982);
- 1984 A Magyar Állam és a Magyar Református Egyház viszonya I rész. (Nemzetőr, München, Október 25, 1984);
- Idem II rész (December-January, 1985);
- Márk az apologéta (Bethlen Naptár, Ligonier, PA., 2002);
- A Diaszpóra Egyház felé (Bethlen Almanach, Ligonier PA, 2005);
- 1967 The Churches in Hungary, (Theological Seminary, Cardiff, UK. October, 1967).
- Teológiai megújulásról (TSZ 2016/4)
- A diaszpóra egyház felé (TSZ 2017/2).

### Angolul és németül megjelent munkái
- Das Verhältnis Zwischen Staat and Kirche in Ungarn, in Glaube in der 2 Welt, 1985 No.6. pp. 27–32. West Germany, Ibidem in the Donau-Bote, Part. I, 1985 November-December, Part II in January-February 1986.
- The Relationship between the Hungarian State and the Hungarian Reformed Church, in the Occasional Paper on Religion in Eastern Europe (OPREE), Vol.VI. No. 1. Princeton Theological Seminary, NJ. U.S.A., February, 1986;[1]
- Evangelische Pressedienst, Zurich, Nr. 17, Mai 1986;
- Theology Interpreted (Systematic Theology, textbook) (University Press of America, vol. I, 1987, vol. II, 1993);
- A modern Hero of Faith, in Presbyterian Record, May, Toronto, 1990);
- Protestantism and Politics in Easter Europe and Russia, Ch. 5 Protestantism in Hungary, The Communist Era, Sabrina Petra Ramet, ed. 107-156 pp, (Duke University Press, 1992).
- An Eastern European Liberation Theology, editor, (Angelus Publisher, Calgary, 1994).
- A Theology of National Minorities, editor (Angelus &Emmaus Publisher, Kecskemét, 2001).
- Reformed Church and the Fall of Communism in Hungary and Romania, in Occasional Papers on Religion in Eastern Europe (OPREE), Princeton Theological Seminary, NJ, U.S.A. August, 1992);
- Hungarian World Encyclopaedia, editor (CD format, 2013, 2015). Nyomtatott 4 kötetes verziója kiadásra vár (8000 szócikk, 500 kép).

### Előadások
- St. Paul's United Theological College,[3] .Limuru, Kenya, 1976-1983::
- Christian Doctrine (Certificate, Makarere Diploma and B.Div. level) Systematic Theology;
- Contemporary Theology;
- Christian Ethics;
- Christian Spirituality;
- History of Western Philosophy and minor subjects. University of Alberta, Department of Religious Studies, 1984-1992:;
- 200 level courses: Introduction to Western Religions;
- Introduction to Eastern Religions 300 level courses: Jesus of Nazareth;
- The Markan Gospel;
- 0.T.Hagiographa;
- Social Importance of the Prophets;
- Christian Theology I.
- Christian Theology II.
- Luther; Religion and Social Change;
- Thanatology, Gnosticism and Occult.
- 400 level courses: Mysticism (full term course),
- Directed Readings.

Participated in working out Curricula for B.D.Programs of the Association of EastAfrican Theological Schools, Nairobi, Limuru, Addis-Ababa, 1977-1979.

### Vendégelőadó
- A II. Vatikáni Zsinat jelentősége (Lelkészértekezlet, Szolnok, 1966);
- The Churches in Hungary, (Theological Seminary, Cardiff, UK, October, 1967);
- Theological Education in Hungary (Theological Educaion Fund of WCC,.meeting London, U.K. July,1970);
- The Socialist Concept of Work (Contact Group on Church and Industry of WCC, annual meeting. Gmunden, Austria, December, 1974);
- Irányzatok az Angolszász teológiában (Collegium Doctorum, Debrecen, 1976);
- Bible and Society (St. Paul's United Theological College, Limuru, Kenya, February, 1978);
- Egyház a Modern Világban, (Frankfurt/Main, West Germany, 24 Augustus, 1980);
- Teológiai Oktatás Kenyában, (Utrecht, Holland, 7 September, 1980);
- The Mission in East Africa, (Belfast, N. Ireland, 14 September, 1980);
- The Churches in Socialism (Dublin, Republic of Ireland, 24 September, 1980);
- Evil in Contemporary Theology (Limuru, Kenya, 25 February, 1980);
- 1848 Tanulságai (Kulturkör, Edmonton, Március 16, 1978);
- Az Állam-Egyház viszonya Magyarországon (Lelkész értekezlet, Toronto, Ont. Június 12, 1984);
- A Magyar Állam és a Református Egyház Kapcsolata Magyarországon (Lelkészegyesület, Ligonier PA, Szeptember 14, 1984);
- Christian Understanding of Death (Edmonton, AB, 26 March, 1986);
- Kanadai Magyar Református Egyházközségek Története (Calgary, 1995).

### Bizottsági munkák
- 1970-77 Theological Education Fund (T.E.F.) of the World Council of Churches;
- 1975-76 Contact Group on Church and Industry of the World Council of Churches;
- 1976 Collegium Doctorum, Debrecen;
- 1976-82 Association of Theological Institutes of East Africa (A.T.I.E.A);
- 1984 Convener, Ministry Committee, Member of Doctrine Committee, Presbytery of Edmonton;
- 1986 Founding member of the Corvin History Society, Edmonton;
- 1988 Moderator of the Edmonton Presbytery;
- 1994 Founding member of the Bethlen History Society, Calgary. 2004-8 Ny.Régió elnök MVSZ;
- 2012 Kanadai Magyarok Országos Szövetsége, alelnök, 2014-17 Főszerkesztője a Hungarian Reporternek (Edmonton, Kanada);
- 2015- a Magyarország Barátai Alapítvány tagja. Káplánja a johannita és a Templomos lovagrendeknek, valamint a Vitézi Rendnek.

Mint egyházzenész és orgonista adott orgonahangverseneket Európában, (Budapest, Kecskemét), Afrikában (Nairobiban évente kétszer) és Észak Amerikában (Detroit, Edmonton, Calgary).

### Orgonaművei
- Choral (1975)
- Legend (1980)
- Christmas Meditation.(1980)
- Sonata (1981)
- Christmas Hymn (1981)
- Canticle; (1982)
- Noel (1982)
- Prelude (1983)
- Toccata (1983)
- Christmas Meditation

A Magyar Köztársaság Elnöke a magyarságért végzett szolgálatáért a Köztársasági Érdemrend Kiskeresztjével tüntette ki 1999-ben és a Tisztikereszttel 2017-ben.